# Lerm-et-Musset
 Lerm-et-Musset  là một xã thuộc tỉnh Gironde trong vùng Nouvelle-Aquitaine tây nam nước Pháp.